# آندریا ونیر
آندریا ونیر در سال ۱۴۲۲ به عنوان خزانه‌دار ونیزی در اسکاتاری (اشکودر امروزی) منصوب شد. پس از مدتی، به عنوان قاضی عالی آنتی‌واری (بار امروزی، مونته‌نگرو) انتخاب گردید و در سال ۱۴۴۱ به فرمانداری قلعه اشکودر رسید. او تا ژوئیه ۱۴۴۸، در خلال جنگ آلبانی-ونیز (۱۴۴۷-۱۴۴۸)، به عنوان ناظر کل آلبانی ونیزی خدمت کرد. ونیر نقش بسزایی در برقراری و تقویت روابط میان اسکندربیگ و جمهوری ونیز ایفا نمود.